# Максимов Юрій Вільйович
Ю́рій Ві́льйович Макси́мов (нар. 8 грудня 1968, Херсон, Українська РСР, СРСР) — радянський та український футболіст, півзахисник. Грав за національну збірну України. Нині — український футбольний тренер.

## Клубна кар'єра
Вихованець херсонського футболу. Професійні виступи розпочав за місцевий «Кристал» у 1989 році. 1991 року перейшов до дніпропетровського «Дніпра», у складі якого наступного року дебютував у матчах вищої ліги чемпіонату України. Під час зимового міжсезоння сезону 1994-95 перейшов до київського «Динамо», у складі якого протягом трьох сезонів поспіль ставав чемпіоном України.
У листопаді 1997 року, незважаючи на заперечення головного тренера «Динамо» В. В. Лобановського, приймає запрошення від клубу німецької Бундесліги «Вердера» з Бремена. Трансферна сума склала 3,5 мільйони німецьких марок. Відіграв у першій бундеслізі 4 сезони, відзначившись 9-ма голами у 69 зустрічах, володар Кубку Німеччини з футболу 1999 року (забив 4 голи в розіграші — переможний у першому раунді «Байєру», у другому раунді «Ганзі», в 1/8 фіналу «Фортуні» і у фіналі «Баварії»).
2001 року через конфлікт зі спортивним директором «Вердера» залишає команду та переходить до клубу Другої Бундесліги «Вальдгофа». У 2003 році виступає у Російській футбольній Прем'єр-лізі за клуб «Ростов». А вже наступного року повертається до України. Спочатку виступає за бориспільський «Борисфен», а з початком сезону 2004/05 переходить до запорізького «Металургу», який стає останнім професійним клубом в його кар'єрі гравця.
Прощальний матч Максимова пройшов 6 жовтня 2009 року на стадіоні «Кристал» в Херсоні в присутності 7 тисяч глядачів. У ньому взяли участь команда «Друзі Юрія Максимова» та збірна ветеранів херсонського «Кристалу». Зустріч закінчилася з рахунком 4:2 на користь «друзів».
Всього у Вищій лізі чемпіонату України провів 166 матчів, забив 48 голів; у першій німецькій Бундеслізі зіграв 69 матчів, забив 9 м'ячів; у другій німецькій Бундеслізі провів 27 ігор, забив 3 голи; у російській Прем'єр-лізі зіграв 18 матчів, забив 2 голи.

## Виступи за збірну
Виступав за збірну України. У дебютному матчі за головну команду України 28 жовтня 1992 року проти збірної Білорусі Максимов вийшов на заміну та відзначився забитим голом. Усього у складі збірної України провів 27 матчів та забив 5 м'ячів.
| #  | Дата           | Місце            | Суперник   | Рахунок | Результат | Змагання          |
| -- | -------------- | ---------------- | ---------- | ------- | --------- | ----------------- |
| 1. | 28 жовтня 1992 | Мінськ, Білорусь | Білорусь   | 1-1     | нічия     | товариська        |
| 2. | 13 серпня 1996 | Київ, Україна    | Литва      | 5-2     | перемога  | товариська        |
| 3. | 13 серпня 1996 | Київ, Україна    | Литва      | 5-2     | перемога  | товариська        |
| 4. | 5 жовтня 1996  | Київ, Україна    | Португалія | 2-1     | перемога  | відбір до ЧС 1998 |
| 5. | 11 жовтня 1997 | Єреван, Вірменія | Вірменія   | 0-2     | перемога  | відбір до ЧС 1998 |

## Кар'єра тренера
Після завершення ігрової кар'єри перейшов на тренерську роботу, розпочавши з позиції другого тренера мінського «Динамо». Дебютував на позиції головного тренера у київському ЦСКА.
З 2008 року — головний тренер «Оболоні». Під його керівництвом команда в сезоні 2008-09 зайняла 2-ге місце у розіграші Першої ліги Чемпіонату, чим забезпечила перехід до елітного дивізіону національної першості.
Протягом осінньої частини сезону 2009—2010 «Оболонь» виступала досить вдало і на зимову перерву команда пішла, займаючи 8-ме місце у турнірній таблиці вищої ліги. У січні 2010 Максимов залишив клуб і переїхав до Кривого Рогу, де очолив місцевий «Кривбас», перед яким стояло завдання збереження місця в елітному дивізіоні українського футболу. Під керівництвом Максимова команда, яка після перших 17 турів мала в активі лише 7 очок, змогла у 13 турах, що лишалися, набрати 18 очок та забезпечити собі 14-у позицію у фінальній турнірній таблиці першості. З посади головного тренера «Кривбаса» був звільнений у червні 2012 року.

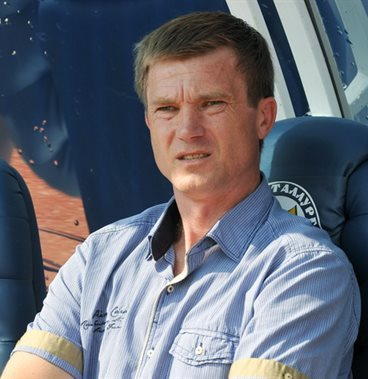
Юрій Максимов як тренер донецького «Металурга». 19 травня 2013 року

Вже в серпні того ж року призначений головним тренером донецького «Металурга». У серпні 2013 року після програшу донецького «Металурга» албанському «Кукесі» був звільнений з посту головного тренера донецької команди, після чого підписав контракт з російським клубом «Мордовія» з Саранська, яку за підсумками сезону 2013/2014 вивів до РПЛ з першого місця у турнірній таблиці.
З 2015 року мав працювати головним тренером мінського «Динамо», де свого часу розпочав кар'єру тренера, але контракт так і не був підписаний.
У травні 2016 року очолив казахстанський «Тараз», але після закінчення сезону покинув команду.
26 грудня 2017 року було оголошено, що Максимов став головним тренером азербайджанського клубу «Кешла» (Баку). Контракт був підписаний до кінця сезону, а умовою його продовження було місце у єврокубках, при цьому його команда займала передостаннє місце. Але Максимов вивів «Кешлю» в Лігу Європи — у фіналі Кубку Азербайджану його команда перемогла «Габалу» Романа Григорчука. Юрій Максимов став першим українським тренером, який тріумфував у Кубку Азербайджану.
15 листопада 2019 року полтавська «Ворскла» оголосила про призначення Максимова головним тренером першої команди. В тому ж сезоні він привів полтавців до фіналу Кубка України 2019/20. 31 травня 2022 року «Ворскла» оголосила про завершення терміну контракту з Юрієм Максимовим.

## Досягнення
Як гравця:
- Чемпіон України (3): 1994/95, 1995/96, 1996/97
- Володар Кубка України: 1995/96
- Володар Кубка Німеччини: 1998/99

Як тренера:
- чемпіон ФНЛ: 2014
- Володар Кубка Азербайджану: 2017/18
- Фіналіст Кубка України: 2019/20